# 조애나 밴더햄
조애나 밴더햄(Joanna Vanderham, 1991년 10월 18일 ~ )은 스코틀랜드의 배우이다. 2012년 제40회 국제 에미상 여자연기자상 후보에 지명되었다.

## 출연 작품

### 텔레비전
- 더 파라다이스 (2012-13)
- 레전드 오브 투모로우 (2020)

### 영화
- 메이지가 알고 있었던 일 (2012)